# Euselasia licinia
Euselasia licinia is een vlindersoort uit de familie van de prachtvlinders (Riodinidae), onderfamilie Euselasiinae.
Euselasia licinia werd in 1903 beschreven door Godman.